# Iglesia de San Miguel (Cabanillas del Monte)

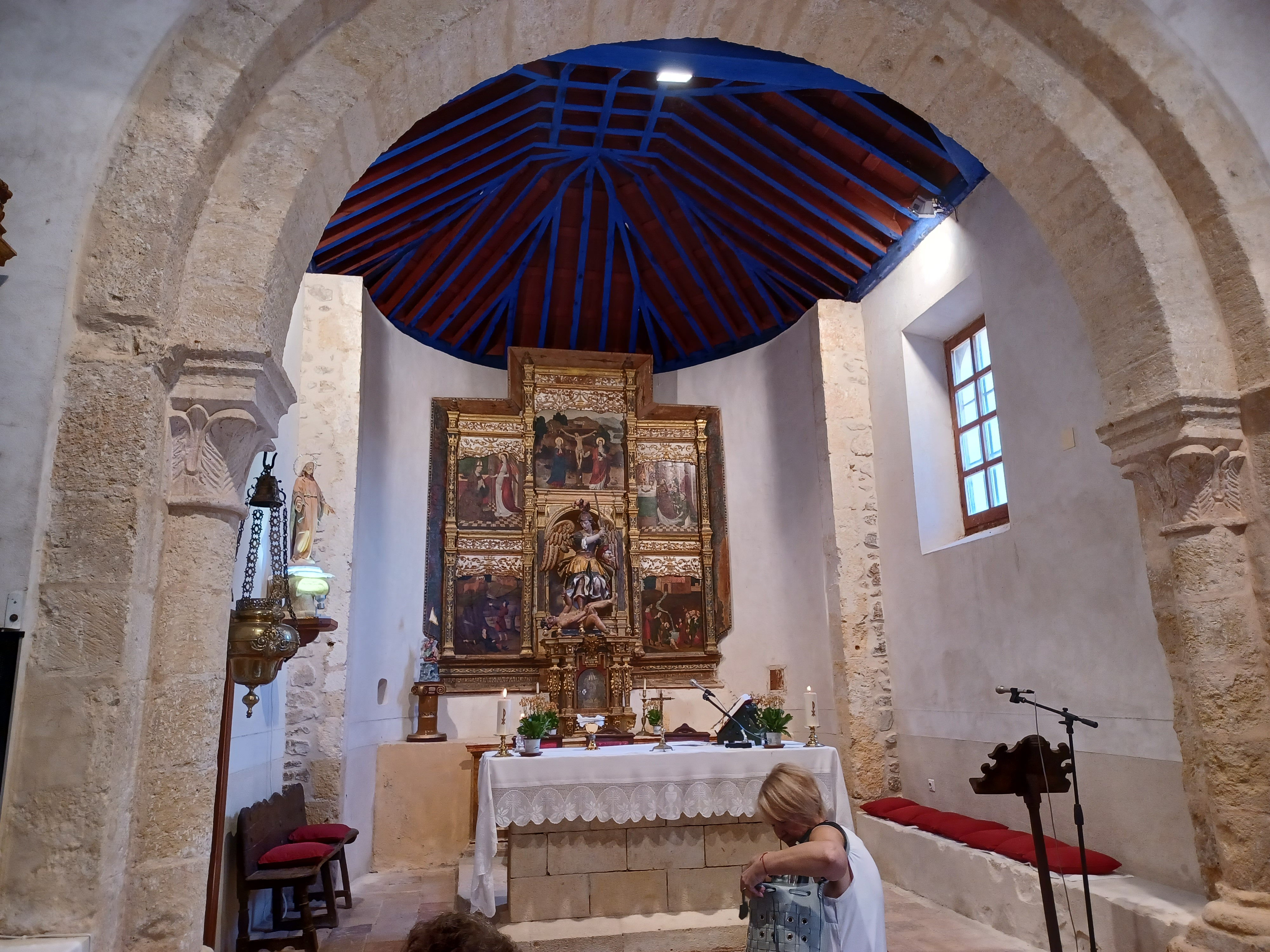
Altar Mayor

La iglesia de San Miguel es un templo de culto católico ubicado en la localidad de Cabanillas del Monte, perteneciente al municipio de Torrecaballeros, en la provincia de Segovia en el entorno de la Cañada Real Soriana Occidental, comunidad autónoma de Castilla y León (España).

## Descripción e historia
Se trata de un edificio realizado en estilo románico en el siglo XIII que fue múltiples veces reformado en el siglo XVIII con elementos del estilo renacenstista. Es de fábrica de ladrillo y mampostería, su planta es de una sola nave con cabecera rematada en ábside ultrasemicircular protegido por el basamento de mampostería. Conserva el techo y púlpito originales, ambos de madera, el interior está decorado con un retablo plateresco con pinturas hispanoflamencas. El acceso a esta es por una puerta de medio punto, con pórtico de madera y teja.
Presenta torre de media altura con dos campanas en lo alto. Destaca que pese a tener una gran fachada de mampostería y piedra en el interior es estrecha.